# Stara Wieś (Radkowice)
Stara Wieś – część wsi Radkowice w Polsce, położona w województwie świętokrzyskim, w powiecie starachowickim, w gminie Pawłów.
W latach 1975–1998 Stara Wieś administracyjnie należała do województwa kieleckiego.